# Anglo-francouzský plán
Britský a francouzský vyslanec předali 19. září 1938 československé vládě tzv. Anglo-francouzský plán, požadující přímo odstoupení československých území s více než 50% německou menšinou Německu, po čemž měla být Československé republice poskytnuta mezinárodní záruka. Ideu anexe československých území obývaných převážně Němci prosadil Hitler při jednání s britským ministerským předsedou Chamberlainem při jeho první cestě do Německa 15. září 1938, v následujících dnech ji pak schválily při společných jednáních v Londýně i britská a francouzská vláda. Podobný záměr doporučil i Walter Runciman, i když původně navrhoval podstatně menší rozsah německého záboru.